# Synagogue Zoharei Chama

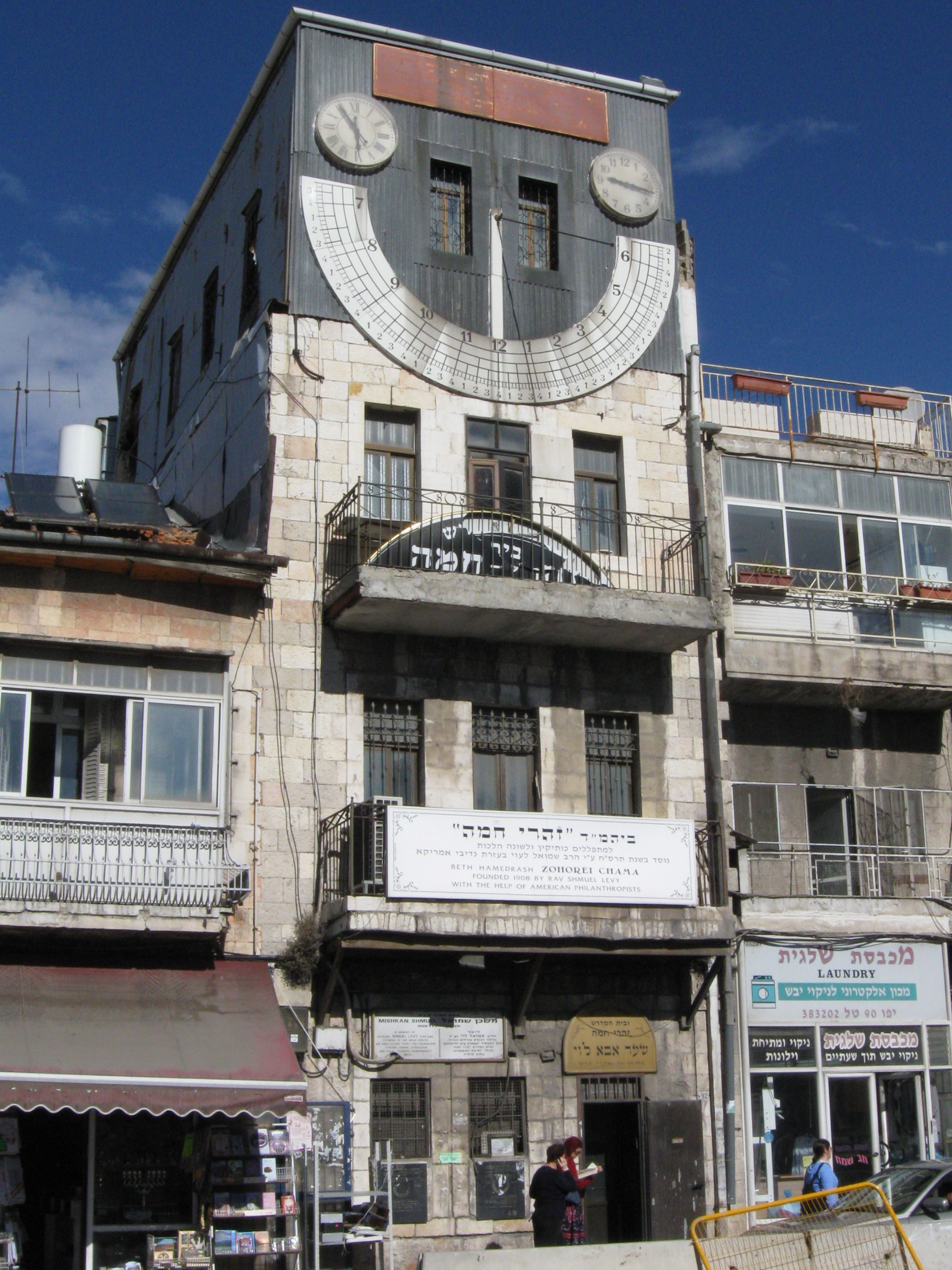
La synagogue Zoharei Chama

La synagogue Zoharei Chama (en hébreu: בית המדרש זהרי חמה), littéralement « Synagogue du lever du soleil », familièrement connue sous le nom de Bâtiment au cadran solaire ou Tour de l'horloge de Mahané Yehuda, est un bâtiment de trois étages, situé 92, rue Jaffa à Jérusalem, avec un immense cadran solaire de 5 mètres de diamètre sur la façade.  
Le bâtiment a été construit par étape de 1908 à 1917 par le rabbin Shmuel Levy pour servir de foyer pour les immigrants et de synagogue. Il a été endommagé par un incendie en 1941 et restauré partiellement par la municipalité de Jérusalem en 1980. 
De nos jours, il héberge toujours la synagogue orthodoxe Zoharei Chama où les offices sont célébrés tout au long de la journée pour les hommes d'affaires locaux, les résidents et les touristes. Le cadran solaire continue à être précis à mieux que 15 minutes.

## Historique
Le bâtiment étroit et haut qui domine les habitations environnantes, a été construit par le rabbin Shmuel Levy, un tailleur américain qui émigra en Eretz Israël au début du XXe siècle. En 1906, il achète une maison de plain-pied rue Jaffa, en face du marché Mahane Yehuda, avec l'intention de rajouter des étages afin d'y héberger des immigrants en tant que service public. Il se procure de l'argent en Amérique en vendant des billets de loterie à 20 francs, avec deux gros lots de 2 000 francs chacun, et d'autres prix de 1 000, 500, 100, 50 et 20 francs. Chaque billet détaillait le bâtiment de trois étages  avec une galerie au quatrième, avec la description des intentions de Levy de construire une synagogue, une salle d'études et un foyer d'immigrants. Aux quatre coins du billet, étaient représentées les quatre villes saintes du judaïsme: Jérusalem, Hébron, Safed et Tibériade.  
Le bâtiment de trois étages avec au-dessus un étage de galerie en bois, est construit de 1908 à 1917 et devient alors le plus haut bâtiment de Jérusalem de l'époque. 
Levy affecte le rez-de-chaussée à la synagogue Zoharei Chama (lever du soleil) pour les fidèles qui prient au lever du soleil (Vasikin) et à un beth midrash (salle d'études) appelé Shoneh Halakhos (Étude des lois juives). Une plaque commémorative située au-dessus du cadran solaire rappelle sa consécration. Le foyer Tiferet Zion V'yerushalayim (Gloire de Sion et de Jérusalem) est situé dans les étages supérieurs et peut accueillir jusqu'à 50 personnes. Le grand cadran a été ajouté ultérieurement sur la façade du troisième étage. 
En 1927, le quatrième étage s'écroule pendant un tremblement de terre. En 1941, un court-circuit électrique met le feu au bâtiment, détruisant la galerie et endommageant gravement le reste du bâtiment,, y compris le cadran solaire et les horloges.  
En 1980, la municipalité de Jérusalem restaure la façade et reconstruit le cadran solaire. La synagogue Zoharei Chama est maintenant le seul occupant du bâtiment, avec des offices se déroulant l'après-midi les uns après les autres au rez-de-chaussée et des offices du soir en continu se déroulant au premier étage. Les femmes ne sont pas admises dans la synagogue. Le bâtiment est équipé d'une sirène de chabbat située sur le toit qui avertit les résidents de l'heure d'allumage des bougies du chabbat.  

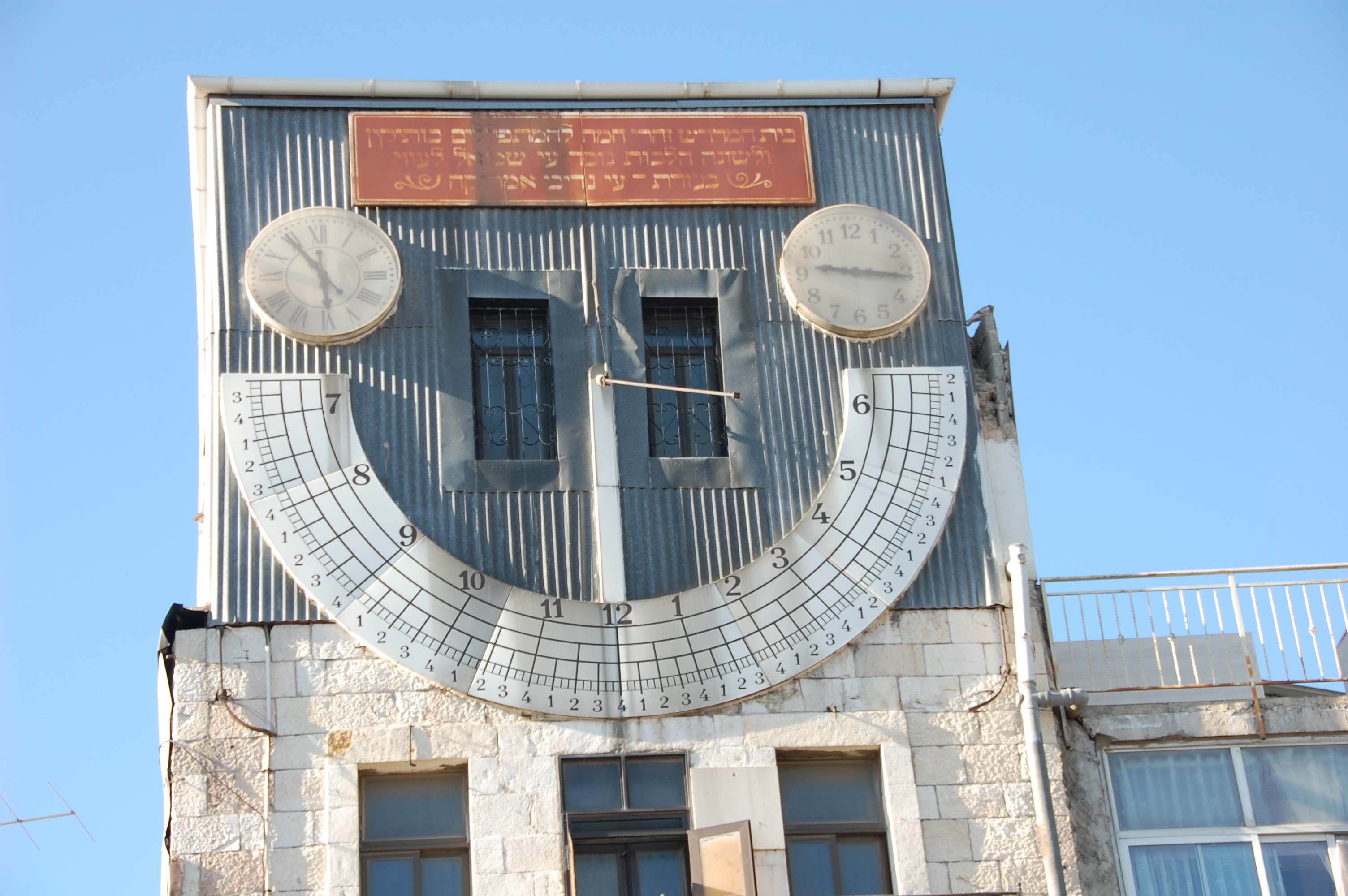
Le cadran solaire et les deux horloges

## Le cadran solaire
Le cadran solaire au troisième étage du bâtiment a été conçu par le rabbin Moshe Shapiro, un horloger de Méa Shéarim et astronome autodidacte, qui a étudié les sciences en étudiant les écrits de Moïse Maïmonide et du Gaon de Vilna. Shapiro avait déjà construit des cadrans solaires pour les murs extérieurs d'autres synagogues, telle que la synagogue Hourva dans la vieille ville de Jérusalem, et en construira encore par la suite au moins quinze autres pour des synagogues, dont celui de la grande synagogue de Petah Tikva. 
Les cadrans solaires étaient indispensables pour les fidèles des synagogues Haredi, qui devaient connaitre l'heure exacte du lever du soleil pour commencer leurs prières matinales, et l'heure exacte du coucher du soleil pour terminer leurs prières de l'après-midi, et l'heure d'allumage des bougies du chabbat, car ces heures varient d'un jour à l'autre et d'une saison à l'autre. Avant la construction du cadran de Zoharei Chama, les Haredi montaient sur le mont des Oliviers ou sur les collines aux alentours de Bayit VeGan chaque matin et chaque soir pour guetter l'heure du lever et du coucher du soleil. Le second étage du bâtiment de Levy comportait à l'origine un porche en bois, orienté vers l'est, qui permettait aux fidèles de voir facilement le lever du soleil.   
Le cadran solaire mesure 5 mètres de diamètre,. Un long style permet de mesurer la progression du soleil le long d'un demi-cercle gradué pour chaque heure avec une sous-graduation toutes les 15; 30 et 45 minutes. 
Pour les jours nuageux, Levy a installé deux horloges mécaniques situées de part et d'autre du cadran solaire, l'une réglée sur l'heure européenne et l'autre sur l'heure locale,,. Shapiro a aussi conçu trois cadrans solaires pour le deuxième étage du bâtiment. 
Seul le grand cadran sur la façade du troisième étage subsiste de nos jours. Il est toujours précis à 15 minutes près.